# Paraphrus granulosus
Paraphrus granulosus là một loài bọ cánh cứng trong họ Cerambycidae.